# Podolszyn Nowy
Podolszyn Nowy (prononciation : [pɔˈdɔlʂɨn ˈnɔvɨ]) est un village polonais de la gmina de Nadarzyn dans le powiat de Pruszków de la voïvodie de Mazovie dans le centre-est de la Pologne.
Il se situe à environ 6 kilomètres au sud de Raszyn (siège de la gmina), 12 kilomètres au sud-est de Pruszków (siège du powiat) et à 13 kilomètres au sud de Varsovie (capitale de la Pologne).

## Histoire
De 1975 à 1998, le village appartenait administrativement à la voïvodie de Varsovie.